# De Meersstraat in Gent

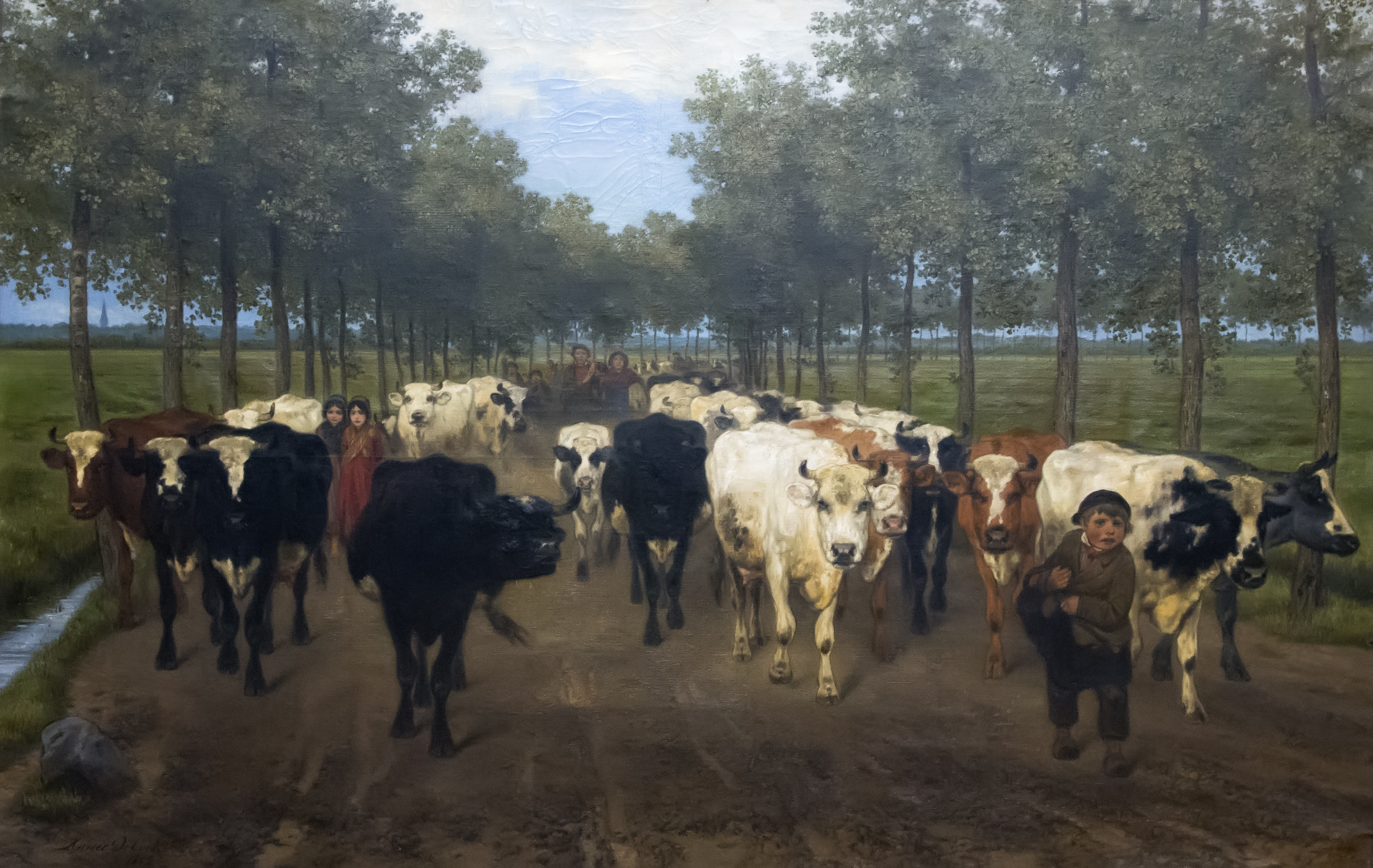
De Meersstraat in Gent

De Meersstraat in Gent is een schilderij uit 1862 van de Belgische kunstschilder Xavier De Cock. Het doek wordt in het Museum voor Schone Kunsten (Gent) bewaard.
De Meersstraat in het zuiden van Gent, anno 2019 totaal verstedelijkt, was 150 jaar geleden een zompige landweg. Mogelijk was het toen een van de laatste keren dat de koeien hier liepen. Na alle huizen en andere gebouwen die hier werden opgetrokken, werd het landschap doorsneden door de Gentse ringvaart, de E40 en een spoorverbinding met het station Gent-Sint-Pieters, gebouwd in 1908-1912.

## Fictie en realiteit
Xavier De Cock had de stad in zijn rug toen hij zijn aarden weg schilderde. Hij keek in de zuidelijke richting met weilanden en meersen. De koeien liepen waarschijnlijk naar een boerderij, in de buurt van de stadsomwalling. De Meersstraat kreeg pas in 1877 haar naam toen men besloot dit gebied buiten de stadsomwalling te bebouwen. Hij groeide op in de Pekelharing te Gent en als hij de Heuvelpoort in het zuiden verliet stond hij meteen in de vrije natuur, meteen oude buurtweg, de Meersstraat.
De kerk in de verte op het schilderij is die van Sint-Pieters-Aalst, de Sint-Pietersbuitenkerk uit 1856. De huidige kerk werd in 1937 voltooid. Ergens voor de oude kerk loopt een vroege versie van de spoorlijn Brussel-Oostende. Op prentkaarten uit de negentiende eeuw kan men bebouwing zien op deze plek. De Cock verstopte die op zijn doek om het groene weidelandschap niet te verstoren.

## De stadsuitbreiding
De meer dan duizend textielbedrijfjes en talrijke fabrieken trokken arbeiders aan waardoor de stad in de tweede helft van de negentiende eeuw een metamorfose onderging. Het inwonersaantal steeg snel tot meer dan honderdduizend. De verstedelijking buiten de historische stadspoorten begon en het stadsbestuur kwam met een urbanisatieplan waarbij de poorten verdwenen en omwallingen gedempt.
Het groene land onder de Hoge Vest, tussen de Heuvelpoort en de Kortrijksepoort geraakte begraven onder rijhuizen van twee of drie bouwlagen. De Meersstraat kreeg haar huidige vorm en de aardeweg, ruim 150 jaar geleden met zijn sporen van koeienvoeten, verdween onder een laag asfalt.

## Maatschappijkritiek of romantiek?
Xavier De Cock toonde een romantische en geïdealiseerde versie van de Meersstraat, zoals ze toen graag gezien werd door de bezoekers van de kunstsalons. Het gaf hen opnieuw een blik op het platteland rond de stad zoals ze het vroeger hadden gekend. Zo hadden ze de illusie dat de overbevolkte stad nog steeds omringd was door landelijkheid. Van De Cock en de landschapsschilders van toen moest de goegemeente geen kritiek verwachten op de maatschappij en de mistoestanden die er toen waren. Of kunnen we de gekwelde blik van de koeienhoeder op de voorgrond begrijpen als kritiek op kinderarbeid?

## Van Barbizon naar Gent
Xavier De Cock was bedreven in het schilderen van de vrije natuur. Hij trok naar Frankrijk en liet zich inspireren door de schilderschool van Barbizon. De Meersstraat in Gent zette hij op doek nadat hij Frankrijk had verlaten en naar het Leidedorp Deurle trok. Met zijn pre-impressionistische stijl was hij een van de eerste schilders die de schatkamer van de Leiestreek ontdekte. Een van de meest bekende was Emile Claus.

## Xavier De Cock en zijn plaats in de kunstgeschiedenis
Xavier De Cock speelde in op de vraag tijdens de negentiende eeuw naar naar de realiteit geschilderde dieren. Als animalier of dierenschilder kon hij zijn natuurgevoel kwijt dat hij in Barbizon had opgepikt. Op dit doek zette hij de koeien met veel detail en onderscheid neer, terwijl de koeienhouders figuranten in het verhaal zijn. Het schilderij ontleent structuur aan het symmetrisch landschap, terwijl het groen domineert en de lichtval bijdraagt aan het realisme van de schilderij.
De Cock was een overgangsfiguur tussen het realisme en het impressionisme en heeft daarom geen grote naam verworven in de Vlaamse kunstgeschiedenis. Zijn werk was wel erg gegeerd in de Franse kunstscene, veel meer dan die van zijn eigen land.